# Malédiction d'Akkad

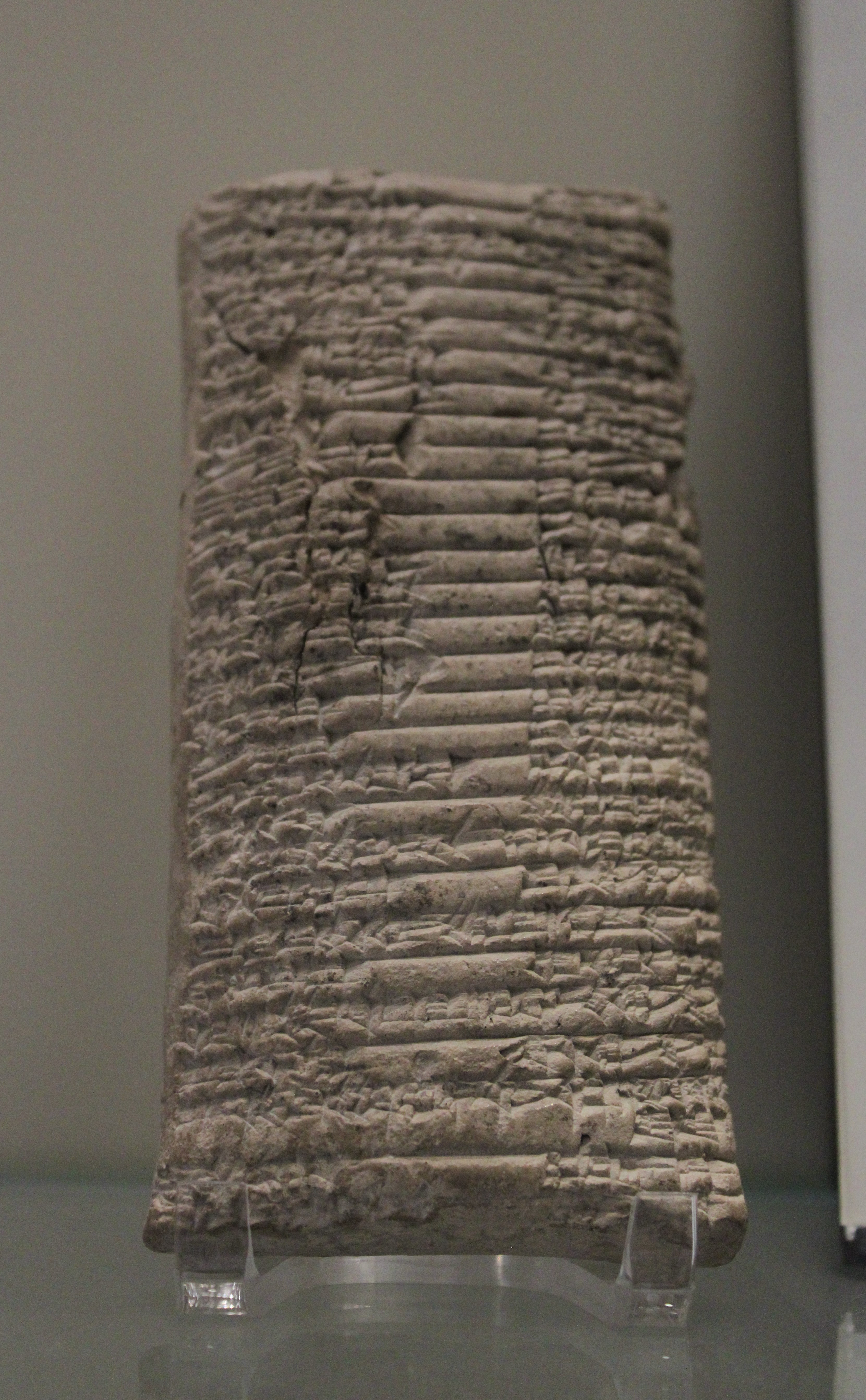
Copie de la Malédiction d'Akkad, début du Musée du Louvre.

La Malédiction d'Akkad est le nom moderne d'une œuvre littéraire sumérienne, couchée par écrit vers le XXIe siècle av. J.-C. (période de la troisième dynastie d'Ur). Il s'agit d'une relecture mythologique de la chute de la dynastie d'Akkad (v. 2340-2190 av. J.-C.).
Le texte commence par une évocation des dynasties de Kish et d'Uruk, auxquelles Akkad succède, suivant la volonté du roi des dieux Enlil, qui offre à Sargon la souveraineté sur Sumer. La grande déesse Inanna s'établit alors dans son temple à Akkad, assurant la prospérité de la dynastie, sa domination sur les pays étrangers, et le bonheur des peuples de l'empire. Le roi Naram-Sîn (historiquement le petit-fils de Sargon) dispose alors d'une puissance sans égale. Il pourvoit le temple d'Inanna en offrandes somptueuses. Mais le dieu Enlil, depuis sa ville de Nippur, semble lui avoir retiré ses faveurs (pour une raison non déterminée par le texte), et les autres grands dieux Inanna, Enki et An retirent tour à tour leur soutien à Akkad. Naram-Sîn apprend cela dans un songe, et s'en inquiète, puis consulte des présages à propos de l'opportunité de reconstruire le temple d'Enlil, mais ne reçoit pas de réponse favorable, ce qui confirme qu'il n'a plus les faveurs du roi des dieux. Il commet alors un acte de folie : le pillage du temple d'Enlil. Les représailles du grand dieu sont terribles : il déchaîne contre le royaume d'Akkad les Gutis, peuple des montagnes présenté comme méconnaissant tous les principes de la civilisation, qui dévastent les grandes villes du royaume. Les grands dieux prononcent alors la malédiction de la ville d'Akkad, vouée à ne plus être reconstruite, afin de calmer Enlil.
Ce texte cherche donc à expliquer dans l'idéologie religieuse et politique de la Mésopotamie la chute du puissant empire d'Akkad. Écrit sous la troisième dynastie d'Ur qui lui succède (des tablettes du texte retrouvées à Nippur datent de cette période), il vise aussi à légitimer la prise du pouvoir par cette dernière. Suivant la tradition dominante alors, c'est le dieu Enlil, souverain des dieux, qui fait et défait les rois, suivant un principe de succession dynastique qui veut qu'une seule dynastie règne à la fois, même si dans les faits il y a souvent plusieurs royaumes rivaux en même temps. Cette idéologie politique ressort également de la Liste royale sumérienne dont une première mouture date justement de la même période. La chute d'une dynastie et l'intronisation d'une autre sont donc dues aux volontés des dieux, en premier lieu Enlil, que le texte ne se donne pas la peine d'expliquer (l'acte sacrilège de la destruction du temple d'Enlil venant après qu'il a retiré ses faveurs à Naram-Sîn, même si celui-ci est alors toujours au pouvoir), comme si ce devait être une fatalité dont les raisons sont inaccessible aux humains. Ici ce sont les Gutis, peuple « barbare » aux yeux des Mésopotamiens et de ce fait coupables de nombreux vices, qui sont l'instrument de la volonté destructrice du dieu.
Dans les faits, Naram-Sîn n'a pas été le dernier roi d'Akkad, car quelques autres souverains lui ont succédé, sous les règnes desquels ce puissant royaume a décliné, effectivement au moins en partie à la suite de l'intrusion de groupes Gutis, mais aussi sous l'effet d'autres forces centrifuges, venues des grandes cités du royaume. Mais il fallait sans doute simplifier les choses pour expliquer comment avait pu chuter cet empire dont la puissance devait rester présente dans les mémoires jusqu'à la fin de la civilisation mésopotamienne, en réduisant la dynastie à l'opposition entre le glorieux Sargon, son fondateur, et l'orgueilleux Naram-Sîn, artisan de sa chute. Ironiquement, les tablettes datées de son règne ont montré que Naram-Sîn avait entrepris d'importants travaux dans le temple d'Enlil, qui furent menés jusqu'à leur fin.